# Les Niouzz
Les Niouzz est le journal télévisé pour enfants de la RTBF (chaîne publique belge francophone) diffusé depuis le 13 mars 2000. 
Initialement diffusée sur La Deux, l'émission est diffusée sur OUFtivi ainsi que sur Auvio. 

## Histoire
En mars 2000, la Belgique est encore au lendemain de l'affaire Dutroux, qui a provoqué une "révolution" dans les médias belges. Certains acteurs médiatiques proposent alors de créer un journal télévisé pour les enfants, une idée pionnière à l'époque. La création du programme est soutenue par le Ministre de l'Enfance et de l'Enseignement, Jean-Marc Nollet, un ancien vice-président de la RTBF. 
La création du programme se fait dans l'optique de favoriser l'éducation aux médias des enfants. Les horaires sont conçus pour suivre immédiatement la très population émission pour enfants "Ici Bla-Bla", à 17h57. Les Niouzz initie également un partenariat avec plusieurs écoles afin d'intégrer les enfants au programme. Les supports télévisuels sont conçus pour pouvoir être réutilisés par les enseignants en classe et leur servir de support pédagogique.

## Principe
Les Niouzz propose une émission d'actualité destinée aux 8-12 ans. En 2025, la présentation est assurée par Luana Fontana, Prezy et Maxime Dumoulin. Depuis sa création, ce journal télévisé pour la jeunesse est inscrit dans le contrat de gestion de la RTBF. Le JT des Niouzz dure 7 minutes. Il est constitué de trois sujets. 
- L’Actu : une thématique d’actualité du jour est développée à chaque début d’émission.
- Le Dossier du jour : analyse d'un fait d’actualité au sens large qui concerne ou touche les enfants dans leur vie quotidienne ou que les journalistes estiment intéressant.
- Le Vox Pop : réactions d’enfants dans la séquence « Vox Pop » sur un sujet donné en fonction de l’actualité.
- L’image du jour.
- Le Follow : humour à partir du web.

Les journalistes de la rédaction des Niouzz réalisent également des reportages spécifiques avec des écoles. L'émission est décrite comme un "vivier de talents" pour la RTBF, un certain nombre de ses journalistes les plus chevronnés y ayant commencé leur carrière. 

## Diffusion
L'émission est diffusée du lundi au vendredi à 18h30 sur La Trois (OUFtivi) et rediffusée chaque matin à 8h25. L'émission a fêté ses 25 ans en mars 2025. A cette occasion, deux enfants présentent le journal de 13 heures de la RTBF.  
L'émission est également accessible sur le site internet des Niouzz et sur la plateforme Auvio de la RTBF. L'émission est également présente sur les réseaux sociaux, notamment TikTok.